# Scott Lowell
Scott Lowell (Denver, 22 febbraio 1965) è un attore statunitense.
Ha interpretato il ruolo di Theodore "Ted" Schmidt nel serial tv Queer as Folk.

## Filmografia

### Cinema
- Opus 27, regia di Harper Philbin - cortometraggio (1996)
- Love Bites, regia di Michael Horowitz e Colburn Tseng - cortometraggio (1999)
- The Debtors, regia di Evi Quaid (1999)
- Ladies Room L.A., regia di Eric Simonson - cortometraggio (2000)
- Damned If You Do, regia di Jimmy Zeilinger - cortometraggio (2000)
- Trapped Ashes, regia collettiva (2006) - (episodio "Wraparound")
- Ping Pong Playa, regia di Jessica Yu (2007)
- To Live and Die in Dixie, regia di Harper Philbin (2008)
- Scubaman, regia di Mathieu Young - cortometraggio (2008)
- Walter's Wife, regia di Andy Fortenbacher - cortometraggio (2009)
- Dinner with Fred, regia di Ben Proudfoot - cortometraggio (2011)
- The Chicago 8, regia di Pinchas Perry (2011)
- Better Half, regia di Michelle Clay (2015)
- Be Good for Rachel, regia di Ed Roe - cortometraggio (2016)
- $hitty Job$, regia di Ryan J. Reynolds - cortometraggio (2016)
- Monsoon, regia di Miguel Duran (2018)
- Steel Rain 2 (Gangcheolbi 2: Jeongsanghoedam), regia di Yang Woo-suk (2020)

### Televisione
- Alien Fury: Countdown to Invasion, regia di Rob Hedden - film TV (2000)
- Queer as Folk – serie TV, 83 episodi (2000-2005)
- On the Edge, regia di Anne Heche, Mary Stuart Masterson, Helen Mirren e Jana Sue Memel – film TV (2001)
- Criminal Minds – serie TV, episodio 3x18 (2008)
- Bones – serie TV, episodi 6x17-7x12-9x14 (2011-2014)
- Castle – serie TV, episodio 4x13 (2012)

## Doppiatori italiani
Nelle versioni in italiano delle opere in cui ha recitato, Scott Lowell è stato doppiato da:
- Daniele Barcaroli in Queer as Folk
- Alessio Cigliano in Leverage - Consulenze illegali
- Francesco Meoni in Castle